# Fokker C.XI
Fokker C.XI-W là một loại thủy phi cơ trinh sát trang bị cho các tàu chiến, được thiết kế chế tạo ở Hà Lan vào giữa thập niên 1930. C.XI-W là kết quả từ yêu cầu kỹ thuật của Hải quân Hoàng gia Hà Lan năm 1935.

## Tính năng kỹ chiến thuật
Đặc điểm tổng quát
- Kíp lái: 2
- Chiều dài: 10,40 m (34 ft 2 in)
- Sải cánh: 13 m (42 ft 8 in)
- Chiều cao: 4,50 m (14 ft 10 in)
- Diện tích cánh: 40 m2 (431 ft2)
- Trọng lượng rỗng: 1.715 kg (3.781 lb)
- Trọng lượng có tải: 2.545 kg (5.611 lb)
- Powerplant: 1 × Wright R-1820-F52, 578 kW (775 hp) mỗi chiếc

Hiệu suất bay
- Vận tốc cực đại: 280 km/h (174 mph)
- Tầm bay: 730 km (454 dặm)
- Trần bay: 6.400 m (21.000 ft)
- Vận tốc lên cao: 4,8 m/s (940 ft/phút)

Vũ khí trang bị
- 2 × súng máy FN-Browning 7,9 mm (.31 in)